# Мансимов, Техран Джавид оглы
Техран Джавид оглы Мансимов (азерб. Tehran Cavid oğlu Mənsimov, род. 24 августа 1972, Дюзтахир, Кусарский район) — азербайджанский военнослужащий, полковник Вооружённых сил Азербайджанской Республики, участник Первой карабахской войны начала 1990-х и Второй карабахской войны. В ходе последней возглавлял оперативную группу Сил специального назначения Азербайджана, обеспечившей контроль над стратегически важным городом Шушой.

## Биография
Техран Джавид оглы Мансимов родился 24 августа 1972 года в селе Дюзтахир Кусарского района Азербайджанской ССР. По национальности — лезгин. Окончил среднюю школу родного села в 1989 году.
В 1990 году начал службу в рядах Советской Армии. Службу проходил на территории Узбекской ССР. После распада Советского Союза и начала Первой карабахской войны, Мансимов в январе 1992 года вернулся в Азербайджан и вступил в ряды новосозданной Национальной армии Азербайджана. Будучи командиром взвода, принимал участие в боях за село Каджар Физулинского района, а в 1994 году — в Горадизской операции.
С 1994 по 2011 год Мансимов проходил службу в должностях от командира взвода до командира бригады в Карабахской зоне (в Физулинском, Бейлаганском, Агдамском и Ходжавендском районах). В 2002 году на проходивших в Нахичевани азербайджано-турецких военных учениях Мансимов исполнял роль координатора азербайджанского штаба.
24 августа 2011 года поступил в Азербайджанское высшее военное училище и 26 июня 2013 года с отличием его окончил. В 2012 году в соревновании между военными штабами стран-членов НАТО в Турции относительно процесса принятия решений делегацию азербайджанских военнослужащих возглавил Техран Мансимов.
4 июля 2013 года Мансимов начал службу в Отдельной общевойсковой армии на территории Нахичеванской Автономной Республики, был командиром воинской части в Шахбузском районе. В 2019 году Мансимов занял первое место в соревнованиях по стрельбе среди 72 военнослужащих нахичеванских гарнизонов.
Осенью 2020 года полковник Техран Мансимов принимал активное участие во Второй карабахской войне, участвовал в боях за Физули, Гадрут, Дашалты и ряд других сёл Физулинского, Ходжавендского и Ходжалинского районов. В начале же ноября по приказу командующего Силами специального назначения Азербайджана генерал-лейтенанта Хикмета Мирзаева Мансимов возглавил оперативную группу спецназа, вернувшей под контроль Азербайджана стратегически важный город Шушу. Мансимов был одним из первых азербайджанских офицеров, вошедших в Шушу в ходе боёв, а возглавляемые Мансимовым бойцы особо отличились при взятии города.
До июня 2021 года занимал должность начальника отдела боевой подготовки и обучения Отдельной общевойсковой армии. В июне 2021 года перешёл в Службу безопасности президента Азербайджанской Республики, образованной в 2020 году после расформирования Особой государственной службы охраны Азербайджана.

## Личная жизнь
Женат, имеет двоих детей.

## Награды
24 июня 2005 года распоряжением президента Азербайджанской Республики Ильхама Алиева полковник-лейтенант Техран Джавид оглы Мансимов «за особые заслуги в защите независимости, территориальной целостности Азербайджанской Республики, за отличие при исполнении своих служебных обязанностей и поставленных перед войсковой частью задач» был награждён медалью «За отвагу».
20 июня 2017 года распоряжением президента Азербайджанской Республики Ильхама Алиева полковник Техран Джавид оглы Мансимов «за особые заслуги в защите территориальной целостности Азербайджанской Республики и отличия при выполнении задач, поставленных перед азербайджанской армией» был награждён медалью «За Родину».
15 декабря 2020 года распоряжением президента Азербайджанской Республики Ильхама Алиева полковник Техран Джавид оглы Мансимов «за руководство боевыми действиями с высоким профессионализмом, самоотверженность и отвагу при уничтожении живой силы и боевой техники противника, достойное и добросовестное исполнение своего долга в ходе восстановления территориальной целостности Азербайджанской Республики» был награждён орденом «Азербайджанское знамя».
29 декабря 2020 года распоряжением президента Азербайджанской Республики Ильхама Алиева полковник Техран Джавид оглы Мансимов «за личную доблесть и отвагу, продемонстрированную при участии в боевых операциях за освобождение от оккупации города Шуша Азербайджанской Республики» был награждён медалью «За освобождение Шуши».
24 июня 2021 года распоряжением президента Азербайджанской Республики Ильхама Алиева полковник Техран Джавид оглы Мансимов «за личную доблесть и отвагу, продемонстрированную при участии в боевых операциях за освобождение от оккупации Физулинского района Азербайджанской Республики» был награждён медалью «За освобождение Физули».
24 июня 2021 года распоряжением президента Азербайджанской Республики Ильхама Алиева полковник Техран Джавид оглы Мансимов «за личную доблесть и отвагу, продемонстрированную при участии в боевых операциях за освобождение от оккупации Ходжавендского района Азербайджанской Республики» был награждён медалью «За освобождение Ходжавенда».
Также за годы военной службы Техран Мансимов был награждён медалями «За безупречную службу» всех степеней, медалями «За отличие в военной службе» 2-й и 3-й степеней, медалью «Ветеран Вооружённых Сил Азербайджанской Республики», а также юбилейными медалями по случаю 10-летия, 90-летия, 95-летия Вооружённых сил Азербайджанской Республики и 100-летия азербайджанской армии.